# Chldran
Chldran (in armeno Չլդրան?) o Childiran (in azero Çıldıran) è una comunità rurale del distretto di Kəlbəcər, in Azerbaigian, fino al 2024 appartenente alla regione di Martakert nella repubblica di Artsakh (fino al 2017 denominata repubblica del Nagorno Karabakh).
Il paese conta poco meno di cinquecento abitanti e si trova in zona boscosa e collinare.